# Erigeron canadensis
Cỏ ngựa (danh pháp hai phần: Erigeron canadensis) hay cỏ ngựa Canada, cỏ tai hùm, cỏ bồng, ngãi dại, là một loài thực vật có hoa trong họ Cúc. Loài này được L. mô tả khoa học đầu tiên năm 1943.